# Summer Sun EP
Summer Sun EP — мини-альбом британской инди-рок-группы Kula Shaker, вышедший в 1997 году.

## Об альбоме
Summer Sun EP представляет собой сборник песен, вышедших ранее на стороне «Б» британских синглов группы.

## Список композиций
1. «Govinda '97, Hari & St. George»
2. «Gokula»
3. «Dance in Your Shadow»
4. «Raagy One (Waiting for Tomorrow)»
5. «Moonshine»
6. «Troubled Mind»